# Nikolai Antonowitsch Dolleschal
Nikolai Antonowitsch Dolleschal (russisch Николай Антонович Доллежаль; * 15.jul. / 27. Oktober 1899greg. in Omelnik, Gouvernement Jekaterinoslaw, Russisches Kaiserreich, heute in der Oblast Saporischschja, Ukraine; † 20. November 2000 in Moskau) war ein sowjetischer Energietechniker, der zum Bau der ersten sowjetischen Atombombe beitrug und später als Chefentwickler graphitmoderierter Kernreaktoren tätig war. Die bekannteste Reaktorlinie aus seiner Entwicklung ist der RBMK.

## Biografie
Dolleschal schloss ein Studium der Ingenieurwissenschaften an der Staatlichen Technischen Universität Moskau 1923 ab. Von 1925 bis 1929 arbeitete er in verschiedenen Konstruktionsbüros, bevor er 1929 eine Reise nach Europa unternahm. Nach seiner Rückkehr wurde er 1930 verhaftet und im Januar 1932 wieder freigelassen. Dolleschal war Direktor verschiedener Fabriken in Kiew, Leningrad und Swerdlowsk. 1943 wurde er zum Leiter des Instituts für chemischen Maschinenbau (химического машиностроения) in Moskau ernannt. Das Institut wurde 1946 dem Projekt zum Bau der sowjetischen Atombombe angegliedert. Zusammen mit Igor Kurtschatow konstruierte er die ersten Kernreaktoren (gebaut in der Kerntechnischen Anlage Majak), in denen das Plutonium für den Bau der ersten sowjetischen Nuklearsprengsätze gewonnen wurde. Ab 1950 entwickelte er Kernreaktoren für den Einsatz in U-Booten. Unter Beteiligung von Anatoli Petrowitsch Alexandrow übernahm Dolleschal ab 1949 die wissenschaftlichen Arbeiten für das erste Kernkraftwerk der Welt in Obninsk. Die Konstruktion des Reaktors wurde von Kurtschatow übernommen, wobei in einer Abstimmung gegen den Willen Kurtschatows die Wahl auf ein graphitmoderiertes Modell fiel. Die Anlage nahm 1954 den Betrieb auf.
Im gleichen Jahr entwarf er einen Leichtwasserreaktor, der klein genug für den Einsatz in einem U-Boot war. 1958 konnte das von Dolleschal seit 1952 geleitete Forschungs- und Konstruktionsinstitut für Energotechnik (NIKIET) das Kernkraftwerk EI-2 (Tomsk-7) in Betrieb nehmen. Es war neben der Erzeugung von militärisch nutzbarem Spaltmaterial auch für die zivile Energiegewinnung durch Nutzung der bei der Plutoniumproduktion entstehenden Abwärme geeignet. 1958 nahm Dolleschal auch das Kernkraftwerk in Troizk in Betrieb. Dieses nutzte Reaktoren aus seiner eigenen Entwicklung. Die Anlage diente bereits zur Elektrizitätserzeugung im größeren Umfang, der Hauptzweck der Anlage war allerdings auch hier die Erzeugung von Plutonium.
1964 nahm Dolleschal das Kernkraftwerk Belojarsk in Betrieb, dessen erster Reaktor vom Typ AMB-100 erstmals zur direkten Erzeugung von Elektrizität diente. Eine besondere Eigenschaft des Reaktors war, dass er mit überhitztem Dampf arbeitete (→ Siedewasserreaktor). Diese Bauweise führte bei dem AMB-100 zu technischen Problemen. Daher wurde in Belojarsk 1967 der zweite Reaktor mit 200 MW Leistung in überarbeiteter und leicht verbesserter Version des ersten Blocks in Betrieb genommen. Da die ersten Reaktormodelle nicht wirtschaftlich genug arbeiteten, nahm Dolleschal zusammen mit Alexandrow die Entwicklung eines Hochleistungsreaktors in Angriff, der später als RBMK-1000 mit einer Leistung von 1000 MW bekannt wurde. Die Entwicklung der Druckwasserreaktoren vom Typ WWER wurde in dieser Zeit bereits begonnen. Allerdings waren Dolleschal und Alexandrow die Leiter der einflussreichsten Institute der Sowjetunion in der Kernenergetik, weshalb die Entwicklung der Komponenten für den RBMK wesentlich schneller vorgenommen werden konnte als für den WWER. Ein weiterer Grund für die Bevorzugung des RBMK war, dass es wesentlich mehr Befürworter von Dolleschals Technologie gab.
Im Jahr 1973 nahm erstmals das RBMK-1000-Modell im Kernkraftwerk Leningrad den Betrieb auf, ihm folgten 16 weitere Reaktoren dieser Linie. Nach der Katastrophe von Tschernobyl im Jahr 1986 wurden sechs weitere Projekte mit RBMK-Reaktoren storniert. Im gleichen Jahr ging Dolleschal inoffiziell wegen der Reaktorkatastrophe von Tschernobyl in den Ruhestand. Die Leitung des nach ihm benannten Instituts übernahm Jewgeni Olegowitsch Adamow.

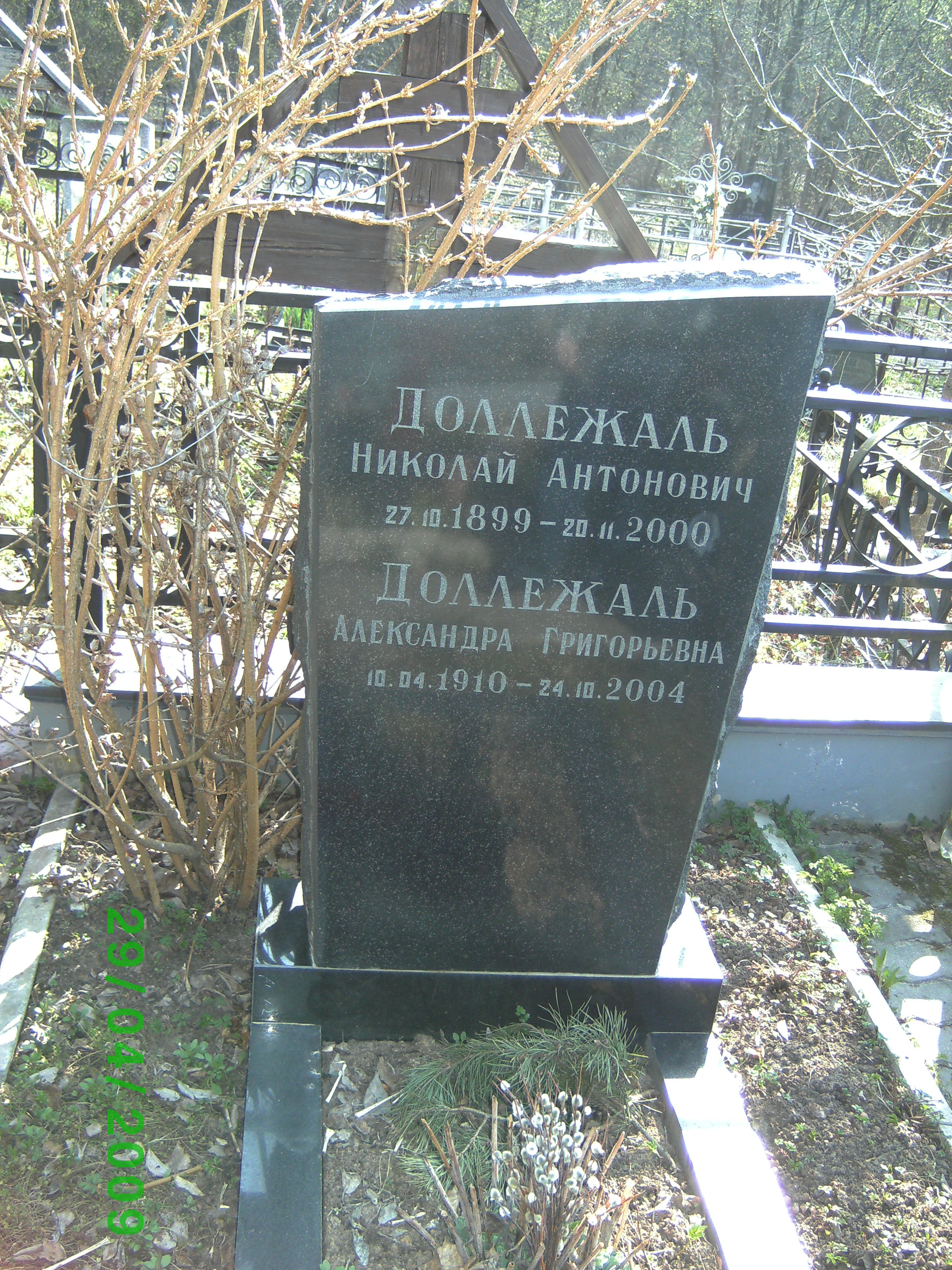
Dolleschals Grab

Nikolai Antonowitsch Dolleschal wurde nach seinem Tod im Jahr 2000 in einem schlichten Grab auf einem kleinen Friedhof bei Swenigorod, westlich von Moskau bestattet.

### Auszeichnungen und Ehrungen
Im Laufe seiner Karriere erhielt Dolleschal neben weiteren Titeln zwei Mal den Orden Held der sozialistischen Arbeit (1949, 1984), der eine der höchstdotierten zivilen Auszeichnungen der Sowjetunion war.
1957 erhielt er den Leninpreis für die Entwicklung des Kernkraftwerks Obninsk.
1999 wurde ihm der Verdienstorden für das Vaterland II. Grades verliehen.
1953 wurde er zum korrespondierenden und 1962 zum Vollmitglied der Akademie der Wissenschaften der UdSSR gewählt.

## Publikationen
- Доллежаль Н.А. et al.: Развитие энергетических реакторов типа Белоярской АЭС с ядерным перегревом пара (Entwicklung der Kernreaktoren vom Typ des Belojarsker Kernkraftwerks mit nuklearer Dampfüberhitzung); III. Международная конференция ООН по использованию атомной энергии в мирных целях; Доклад № 309. 1964
- Энергетика будущего (Die Zukunft der Energiegewinnung), Zeitschrift «Наука и Жизнь» (Wissenschaft und Leben) 5/1964
- Н.А. Доллежаль, И.Я. Емельянов: Канальный ядерный энергетический реактор, Atomisdat, Moskau 1980
- Из воспоминаний (Über Erinnerungen), Zeitschrift «Наука и Жизнь» (Wissenschaft und Leben) 10/1985
- У истоков рукотворного мира (An den Wurzeln der von Menschen erschaffenen Welt), Zeitschrift «Знание» (Wissen), Moskau, 1989
- Трисекция угла (Dreiteilung des Winkels), Zeitschrift «Наука и Жизнь» (Wissenschaft und Leben) 3/1998 (online)